# Hành tinh nhỏ bất thường
Trong khoa học hành tinh, thuật ngữ hành tinh nhỏ bất thường, hoặc vật thể bất thường, được sử dụng cho một hành tinh nhỏ sở hữu một đặc điểm vật lý hoặc quỹ đạo khác thường. Đối với Trung tâm hành tinh nhỏ (MPC), hoạt động dưới sự bảo trợ của Liên minh thiên văn quốc tế, bất kỳ tiểu hành tinh vành đai chính phi cổ điển nào, chiếm phần lớn trong tất cả các hành tinh nhỏ, là một hành tinh nhỏ bất thường. Chúng bao gồm các vật thể gần Trái đất và Trojans cũng như các hành tinh nhỏ ở xa như centaur và các vật thể ngoài sao Hải Vương. Theo nghĩa hẹp hơn, thuật ngữ này được sử dụng cho một nhóm các cơ thể - bao gồm các tiểu hành tinh ở vành đai chính, sao Hỏa, centaur và các hành tinh nhỏ không thể phân loại khác - cho thấy độ lệch tâm quỹ đạo cao, thường trên 0,5 và/hoặc một củng điểm ít hơn 6 AU. Tương tự, một tiểu hành tinh bất thường (UA) là một vật thể trong Hệ Mặt trời bên trong có độ lệch tâm và/hoặc độ nghiêng cao nhưng có độ lệch lớn hơn 1,3 AU.